# Brent Everett
Brent Everett, född 10 februari 1984 i Moose Jaw i Saskatchewan som Dustin Germaine, är en kanadensisk homosexuell porrskådespelare och regissör.